# (73850) 1996 TF33
(73850) 1996 TF33 – planetoida z pasa głównego asteroid okrążająca Słońce w ciągu 5,67 lat w średniej odległości 3,18 j.a. Odkryta 10 października 1996 roku.